# كينيتشي يوشيدا
كينيتشي يوشيدا (باليابانية: 吉田健一؛ بالكانا: よしだ けんいち) هو رسام توضيحي ورسام رسوم متحركة ياباني، ولد في 23 نوفمبر 1969 في كوماموتو في اليابان.

## روابط خارجية
- كينيتشي يوشيدا على موقع ANN person (الإنجليزية)